# TV 아이치
TV 아이치(テレビ愛知)는 1983년 9월 1일 주쿄광역권의 TV 도쿄계열 3번째 지역 민방 네트워크 가맹국으로 개국한 일본의 방송국이다.
약칭은 TVA, 콜사인은 JOCI-DTV이다.

## 연혁
- 1982년 12월 1일 - 회사설립.
- 1983년 8월 말 - 서비스 방송 시작
- 1983년 9월 1일 - 본 방송 시작(동시에 아이치현내 방송국에서는 4번째로 음성다중방송 실시)
- 1985년 5월 12일 - 개국한 뒤 처음으로 주니치 드래곤즈의 경기를 방송했다.(경기장소는 오이타현, 상대팀은 히로시마 도요 카프)
- 2003년 12월 1일 - 이 날 오전 11시부터 지상파 디지털 텔레비전 방송을 개시.
- 2011년 7월 25일 - 지상파 아날로그 텔레비전 방송 종료.

## 보충서술
- 원래 TV 나고야라는 방송국명을 쓰려 했지만 나고야 TV 방송에서 먼저 상표권 등록을 하는 바람에 현재의 명칭을 쓰게 되었다.
- 일본 지역 민방 중 100번째로 개국한 민영방송국인 동시에 주쿄광역권의 지역 민방 중 유일무이하게 2개 이상의 네트워크에 가맹한 크로스 네트워크 상태에서 개국하지 않은 100% TXN 네트워크와 가맹한 지역 민방이다.
- 주쿄 TV 방송과 같이 히가시야마 타워에서 방송을 송출하고 있으며 이는 니혼케이자이 신문이 이전에 주쿄TV의 경영에 참가했기 때문이다.
- 주요 주주 중 하나가 주쿄권 지역의 대표적인 메스미디어 중 하나인 주니치 신문이며 이전에는 요미우리 신문이나 마이니치 신문도 주요 주주로 있었었다.
- 방송구역은 아이치현으로 한정되어 있지만 지형 등의 영향으로 기후현이나 미에현에서도 잘 볼 수 있다.(주쿄광역권 총세대수의 93%를 확보하고 있다.)
- 2009년 12 월 시점에서 나고야에 있는 지역 민방 중 유일무이하게 옴니부스 프로그램을 방송하지 않는다.
- 다른 TXN 계열 방송국과 달리 디지털 텔레비전 가상 채널번호로 10번을 이용하고 있다.
  - 원래 TV 아이치도 가상 채널번호를 7로 하려 했으나 같은 주니치 신문 계열사이자 TV 아이치보다 먼서 개국한 미에 TV 방송이 이 번호를 획득했기 때문에 사용할 수 없었으며 일이 이렇게 될 경우 사용하려 했던 가상채널 번호인 8번 역시 기후 방송에서 선점했기 때문에 최종적으로 NHK 교육 텔레비전 느낌이 강한 9번[1]을 피한 2자리수 채널번호인 10을 선택하게 되었다.
- 2007년 5월 31일 TV도쿄의 정기회의에서 TV도쿄 사장에 의해 TV아이치 방송구역 확대를 통한 시즈오카현 진출계획이 등장했다.

## 아이치현에 있는 다른 방송국

### 텔레비전 방송국
- NHK 나고야 방송국(라디오 겸영)
- 도카이 TV(THK)(후지 TV계열)
- 주쿄 TV 방송(CTV)(니혼 TV 계열)
- 주부닛폰 방송(CBC)(TV는 도쿄 방송 계열, 라디오는 JRN 계열)
- 나고야 TV 방송(NBN)(TV 아사히 계열)

### 라디오 방송국
- 도카이 라디오 방송(SF)(NRN 계열, 기후현·미에현도 방송구역에 포함)
- FM아이치(JFN 계열, 아이치현만 방송구역)
- ZIP-FM(JAPAN FM LEAGUE 계열, 아이치현만 방송구역)
- Radio NEO(MegaNet 계열)